# Elvyra Valerija Lapukienė
Elvyra Valerija Lapukienė (* 1942 in Želviai, Wolost Darbėnai, jetzt Rajongemeinde Kretinga; † vor oder am 15. Juli 2018) war eine litauische Politikerin und Bürgermeisterin der Rajongemeinde Plungė.

## Leben
Elvyra ist bei Kretinga geboren und wohnte dort einige Jahre. Ab 1945 lebte ihre Familie in Šaipiai. Sie absolvierte die Grundschule sowie die 7-jährige Schule in der Rajongemeinde Klaipėda. Nach dem Abitur 1961 an der 5. Mittelschule Klaipėda absolvierte sie 1972 das Diplomstudium der russischen Sprache und Literatur an der Vilniaus universitetas in der litauischen Hauptstadt.
Dann arbeitete sie als Lehrerin. 2003–2004 war sie Beraterin des Bürgermeisters und von 2007 bis 2011 Bürgermeister von Plungė.
1975–1989 war sie Mitglied von KPdSU, ab 1993 Tėvynės sąjunga.

## Familie
Elvyra Valerija Lapukienė war verheiratet. Ihr Mann  war Antanas Lapukas (1951–1997), Politiker und von 1995 bis 1997 Bürgermeister der Rajongemeinde Plungė.